# Nicholas Hughes
Nicholas Farrar Hughes (North Tawton, 17 de Janeiro de 1962 – Fairbanks, 16 de Março de 2009) foi um biólogo marinho e professor universitário em Fairbanks, Alasca. Um dos filhos da poeta Sylvia Plath com o também poeta Ted Hughes. Em 16 de Março de 2009 Nicholas, em consequência de uma depressão, comete suicídio enforcando-se em sua casa. Não era casado e não tinha filhos.